# Vuurtoren van Cape Meares

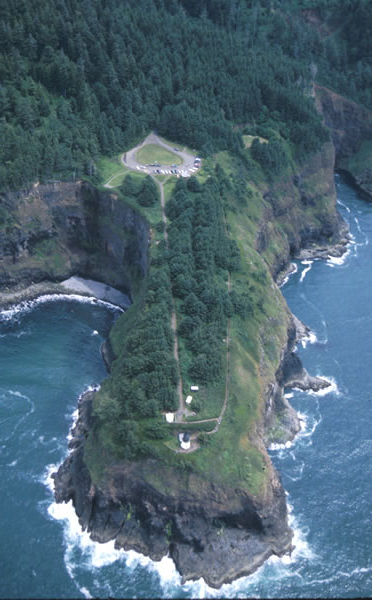
Cape Meares

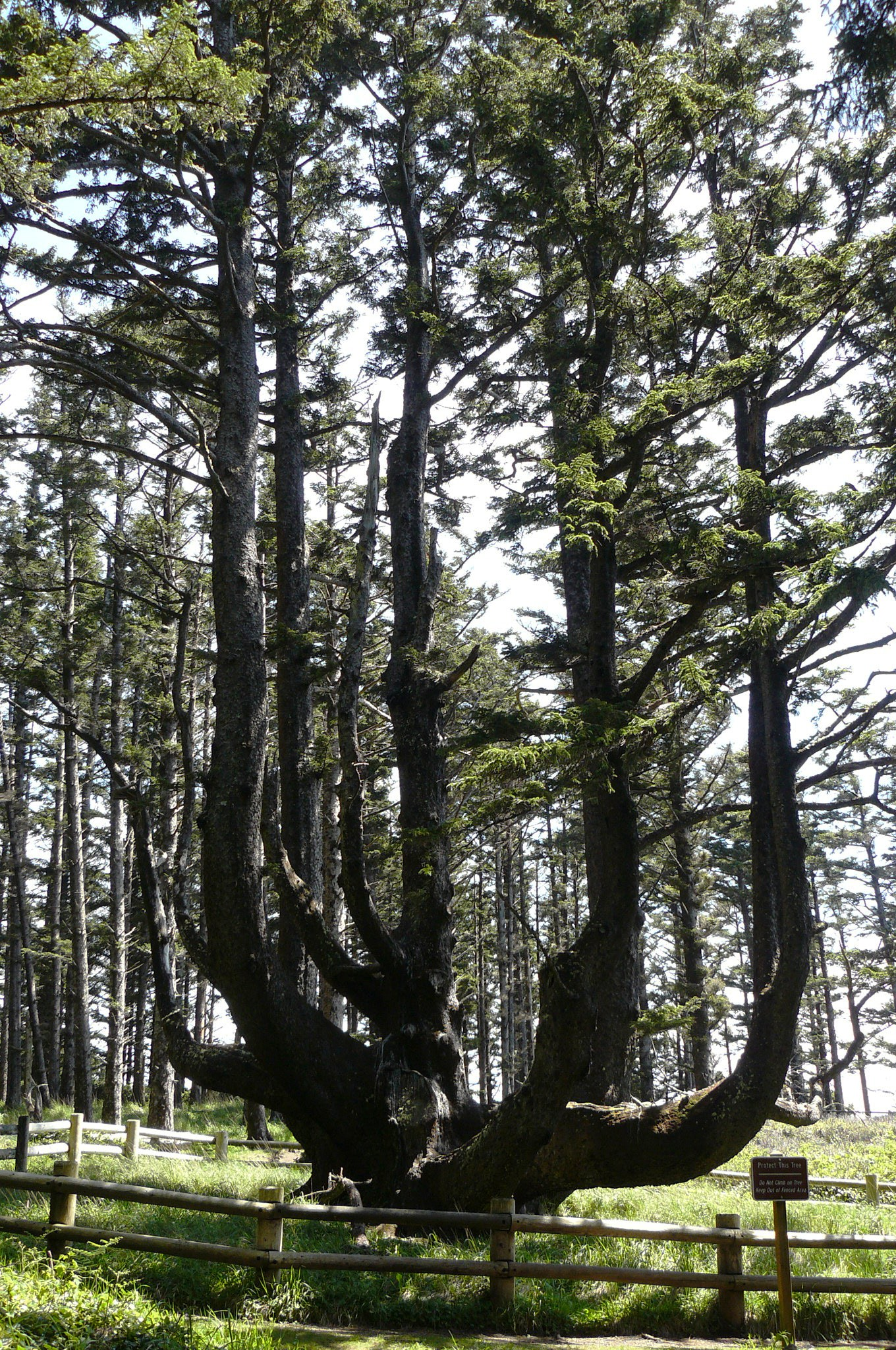
Sitkaspar in de vorm van een octopus

Cape Meares Lighthouse is een vuurtoren in Oregon. De vuurtoren werd in 1890 gebouwd, maar is sinds 1963 niet meer actief. Na een periode van verval is de vuurtoren opgeknapt en is opengesteld voor publiek.

## Locatie en beschrijving
De vuurtoren werd in 1890 gebouwd op Cape Meares aan de zuidelijk rand van Tillamook Bay. De vuurtoren staat op een kaap, circa 66 meter (217 voet) boven de zeespiegel. Geen andere vuurtoren in Oregon staat op zo'n grote hoogte. Dit had als voordeel dat de vuurtoren zelf slechts 12 meter (40 voet) hoog is, de kleinste van alle vuurtorens in Oregon. De vuurtoren van Cape Meares staat ongeveer 79 kilometer (49 mijl) ten noorden van de vuurtoren van Yaguine Head en 48 kilometer (30 mijl) ten zuiden van Tillamook Rock.
In januari 1888 werd goedkeuring verleend voor de bouw van de vuurtoren. Charles B. Duhrkoop uit Portland kreeg de opdracht de vuurtoren te bouwen voor US$ 2900. De metalen platen voor het buitenwerk kwamen van Willamette Iron Works, ook gevestigd in Portland. Deze werden op 1 maart 1889 geleverd op de bouwplaats. Willamette Iron Works ontving US$ 7800 voor de platen en transport. Naast de vuurtoren werden diverse andere gebouwen geplaatst zoals huizen voor de vuurtorenwachters, twee schuren voor de opslag van lampolie en twee kelders. De meeste gebouwen lagen op circa 300 meter ten oosten van de vuurtoren, maar de schuren met olie lagen dichter bij de vuurtoren. In 1895 werd direct naast de vuurtoren nog een kleine werkplaats gebouwd van baksteen.
In de toren zijn drie niveaus, de begane grond voor de vuurtorenwachter, op de eerste etage stond het mechaniek die de lens deed ronddraaien en ten slotte het hoogste niveau met de lamp en lenzen. Het mechaniek leek op een opwindklok die het licht constant en regelmatig ronddraaide. Iedere 2,5 uur moest de klok opnieuw opgewonden worden. Als het mechaniek weigerde, moesten de vuurtorenwachters, drie man in totaal, het licht handmatig ronddraaien totdat het gerepareerd was. De lenzen zijn gemaakt in Parijs door Henri LaPaute. Per schip werden de lenzen via Kaap Hoorn naar Oregon vervoerd. De toren heeft een binnendiameter van ongeveer 3,6 meter (12 voet) op de begane grond. De trap en vloeren zijn van gietijzer. De vloeren zijn voorzien van gaten, zodat het licht van de lamp ook de onderste verdiepingen bereikt. In geval van problemen met de verlichting zou de vuurtorenwachter, zelfs op een andere verdieping, dit snel doorhebben.
In 1934 werden vuurtoren aangesloten op het elektriciteitsnetwerk waardoor geen lampolie meer nodig was.

## Deactivatie
In 1963 werd de vuurtoren door de Amerikaanse kustwacht gedeactiveerd. Een jaar later werden plannen bekendgemaakt om de vuurtoren te slopen. Dit leidde tot protest en de kustwacht deed de toren over aan Tillamook County. Vijf jaar gebeurde er niets en in 1968 ging het over naar de Oregon State Parks Departement. In de tussenliggende jaren waren de vuurtoren en gebouwen door leegstand en vandalisme ernstig beschadigd. De vuurtoren kon gered worden, maar alle andere gebouwen zijn gesloopt. In 1978 werd de werkplaats aan de voet van de vuurtoren herbouwd op basis van de oorspronkelijke bouwplannen. In 1980 werd de vuurtoren geopend voor het publiek en in de werkplaats is een kleine winkel gevestigd. In 1993 werd de vuurtoren opgenomen in het National Register of Historic Places.

## Andere bezienswaardigheden
De vuurtoren staat in het Cape Meares State Park. Op de plaats waar de andere gebouwen stonden, is nu een parkeerplaats. Er zijn twee platforms aan beide zijden van de kaap, die uitzicht geven naar het noorden en zuiden. De vuurtoren is alleen te voet te bereiken.

Op ongeveer 250 meter van de parkeerplaats voert een pad naar de zogenaamde Octopus Tree. Deze bijzondere sitkaspar is ongeveer 250 tot 300 jaar oud. Uit een zeer korte stam groeien een aantal grote takken naar de zijkant en verder recht naar boven waardoor de boom op een grote octopus lijkt. De takken van de boom bereiken een hoogte van ruim 30 meter.